# 簿記
簿记（英語：Bookkeeping），是为了管理经济主体因经济交易而产生的资产、负债、资本的增减，以及记录在一定期间内的收益和费用的记账方式。一般说到簿记是指复式的商业簿记。

## 名称的由来
簿记原為Book-keeping的日文翻譯。福澤諭吉最初譯為「帳合」，後從眾音譯為「簿记」。20世紀初傳入中國。
- booking（帐簿的意思）
- 账簿记录以及账簿记入的省略

## 单式簿记和复式簿记
簿记的记录方法可分为单式簿记和复式簿记两种，详细内容请参照各项目。
- 能够确保正确和公正复式簿记，被广泛的运用企业会计、政府会计等多种领域。提起簿记，一般都默认是复式簿记。以后没有特别注明，都默认为复式簿记。

## 根据经济活动分类
根据经济主体的经济活动分类，大体可分为商业簿记和工业簿记。

### 商业簿记
用于输入成品进行销售的公司的财务管理的记帐方式。是最基本的簿记。

### 工業簿记
用于记录购入材料，制作商品、贩卖成品的公司的财务状况的记帐方式。主要用于计算商品制作所必需的原价费用，包括材料费，制作人员的薪金，制造器械的损耗费用等。

### 其它的应用簿记
相对于基本的商业簿记，其它的簿记都被称为应用簿记。
- 农业簿记
- 林业簿记
- 渔业簿记
- 建筑簿记
- 银行簿记
- 官用簿记
- 组合簿记
- 家计簿记

## 記賬步驟
記賬過程，又稱「會計循環」。

### 第一步，分錄
記下左右科目名稱、金額、編碼，交易日期、摘要，謂之「作分錄」。

#### 記資產類科目
可望帶來收入之事物，又可分為「短期」有形資產、長期有形資產、無形資產。所謂有形者，以實物存在，無形者，以權益存在。所謂短期者，年內可用完，長期者，逾年可用完。得到資產時記在左側，是為「借記」，失去資產時記在右側，是為「貸記」。
| 年代     | 名詞                | 釋義                                              |
| -------- | ------------------- | ------------------------------------------------- |
| 唐→清    | 飛錢→交子→會票→匯票 | 異地匯兌之憑證                                    |
| 民國以來 | 匯票                | the bill of exchange的翻譯 （由第三人代付的賬單） |
| 明→清    | 銀票、錢票          | 在銀號、錢莊取錢之憑證                            |
| 民國以來 | 支票                | cheque的翻譯 （銀行支付的bill of exchange）       |

「短期」有形資產：
- 所謂「存貨」者，製造中、或完工之商品。得到時容易分清。統計出售情形時，以其數量眾多，不易分清，可從進貨最初往後算、最末往前算、或平攤各批。
- 所謂「現金」者，可立即付款之事物，支票、匯票算在內，[註 1]押金不算。來去時都易分清。

長期有形資產：
- 所謂「固定資產」者，台灣列為「建築物」、「設備」、「土地」，雖可出售，但非主營業務。得到時容易分清。統計消耗情形時，以其不可分割，可按年平攤、按產量算、按哩程算，是為「折舊」。折，斷也，損也。[7]
- 所謂「在建工程」者，未完工之建築。來去時都易分清。
- 所謂「投資性房地產」者，中國大陸獨有詞語，出租、或出售之房屋土地。得到時容易分清。統計消耗情形時，或按月計折舊，或不計折舊、衹以市價衡量其變動。
  - 「天然資源」，顧名思義，林木一類，中國大陸稱為「天然起源的生產性生物資產」，按理屬於長期有形資產，唯其單列。

無形資產：
- 狹義上的無形資產，是說長期的無形資產。得到時須注意，若是自行研發，直到開發成功才記錄。消耗時，按年平攤。
  - 「商譽」，台灣認為是無形資產，中國大陸和美國將其單列在外。
  - 「應收款項」，顧客賒賬時記在左側，顧客還款時記在右側。若至年末顧客仍未還，應從資產中劃撥「備抵壞賬」，記錄於右，待明年人還款時，再記於左，以供業主及經理瞭解。按理屬於「短期」無形資產，唯其單列在外。

#### 記負債類科目
可望帶來支出之事物，多按短期、長期區分。得到負債時，記在右側，失去負債時，記在左側。
「短期」負債，或說「流動負債」：
- 所謂「應付賬款」者，限於賒購商品所待付之款，欠員工者不算在內。
- 所謂「應付薪資」者，欠員工之報酬，中國大陸稱為「應付職工薪酬」。來去時都易分清。
- 所謂「應付票據」者，須由本企業支付之票據。
- 「應付稅費」，台灣主要為「應付營業稅」，中國大陸主要為增值稅、消費稅。

### 第二步，過賬
將當日記載事項，分別謄寫於各明細科，謂之「過賬」。

### 第三步，編制試算表
將所有明細科左右數額累加，試算是否相等。若不等，必有錯誤。

### 第四步，期末科目餘額調整
企業經營期間，初記錄事項，到年末不合實情者，應予調整。調整後，仍應試算檢查。

### 第五步，編制財務報表
年末編制財務報表，以供業主、債主、經理、供應商、顧客等觀覽。

### 第六步，結賬
將收入、費用類科目，並業主提取者，結轉至基礎科目，謂之「結賬」。